# I Will Follow Him
I Will Follow Him je anglická coververze francouzské písně Chariot. Původní verzí byla orchestrálka, kterou napsal Franck Pourcel (pod pseudonymem JW Stole) společně s Paulem Mauriatem (pod pseudonymem Del Roma).

## Historie
Poprvé ji nahrál jako orchestrálku Franck Pourcel a vydal na albu Amour, Danse, Et Violons. No.17 v roce 1959 pod názvem Chariot (česky „Vozík“). V roce 1962 ji opatřil Jacques Plante francouzským textem a pod původním názvem ji nazpívala Petula Clark. Za tuto nahrávku získala Petula Clark zlatou desku za milion prodaných desek. Petula Clark ji také nazpívala v italštině pod názvem Sul mio carro a v němčině jako Cheerio (Addio). Tyto verze byly velmi úspěšné.
Pro anglofonní trh přizvali Pourcel a Mauriat textaře Normana Gimbela a aranžéra Arthura Altmana. Tato anglická verze s názvem I Will Follow Him v podání Petuly Clark v USA ani ve Velké Británii příliš nezaujala.
Stejnou anglickou verzi, jakou natočila Petula Clark, natočila v USA v lednu 1963 tehdy ještě čtrnáctiletá Little Peggy March. Tato nahrávka prudce vylétla na americkém žebříčku Billboard Hot 100, kde v dubnu dosáhla č. 1 a tři týdny ho držela (v žebříčku se udržela 12 týdnů).

### Coververze
Krátce po úspěchu uvedených jazykových verzí by tyto natočeny řadou dalších zpěváků. Ale vznikly i verze v dalších jazycích např.
- Ve španělštině existují coververze s názvy La tierra a (Yo) Te seguiré od různých interpretů.
- V češtině s textem Jiřiny Fikejzové pod názvem Malý vůz ji v roce 1964 nazpívala Judita Čeřovská a v roce 1995 ji zařadila na svoje album Amsterdam Ilona Czáková.

S anglickou verzí slavila v roce 1982 úspěch holandská zpěvačka José Hoebee.
Opravdovým návratem této písně je možno nazvat její provedení v americkém filmu Sestra v akci jako závěrečné sborové písně. Toto provedení zřejmě podnítilo k sborovým interpretacím jako například v roce 2012 ji André Rieu se svým „Johann Strauss Orchestra“ vydal na albu Under the Stars: Live in Maastricht.